# تشن تاو
تشن تاو (3 مايو 1995 في الصين - ) هو لاعب كرة قدم صيني في مركز الوسط.

## وصلات خارجية
- تشن تاو على موقع قاعدة بيانات كرة القدم.إي يو (الإنجليزية)
- تشن تاو على موقع Soccerway.com (الإنجليزية)